# Žerjav
Žerjav – wieś w Słowenii, gmina Črna na Koroškem. 1 stycznia 2017 liczyła 364 mieszkańców.